# Lijst van voetbalinterlands Chili - Mexico
Deze lijst van voetbalinterlands is een overzicht van alle officiële voetbalwedstrijden tussen de nationale teams van Chili en Mexico. De landen speelden tot op heden 31 keer tegen elkaar, te beginnen met een wedstrijd op 16 juli 1930 tijdens het Wereldkampioenschap voetbal 1930 in Montevideo (Uruguay). Het laatste duel, een vriendschappelijke wedstrijd, werd gespeeld in Austin (Verenigde Staten) op 8 december 2021.

## Wedstrijden
| №  | Plaats          | Datum             | Competitie              | Wedstrijd      | Uitslag |
| -- | --------------- | ----------------- | ----------------------- | -------------- | ------- |
| 1  | Montevideo      | 16 juli 1930      | WK 1930                 | Chili – Mexico | 3 – 0   |
| 2  | Santiago        | 26 maart 1952     | Vriendschappelijk       | Chili – Mexico | 4 – 0   |
| 3  | Mexico-Stad     | 18 maart 1956     | Vriendschappelijk       | Mexico – Chili | 2 – 1   |
| 4  | Mexico-Stad     | 11 mei 1966       | Vriendschappelijk       | Mexico – Chili | 1 – 0   |
| 5  | Santiago        | 29 mei 1966       | Vriendschappelijk       | Chili – Mexico | 0 – 1   |
| 6  | Mexico-Stad     | 27 augustus 1968  | Vriendschappelijk       | Mexico – Chili | 3 – 1   |
| 7  | Santiago        | 23 oktober 1968   | Vriendschappelijk       | Chili – Mexico | 3 – 1   |
| 8  | Guadalajara     | 27 januari 1972   | Vriendschappelijk       | Mexico – Chili | 2 – 0   |
| 9  | Santiago        | 16 augustus 1972  | Vriendschappelijk       | Chili – Mexico | 0 – 2   |
| 10 | Mexico-Stad     | 20 september 1973 | Vriendschappelijk       | Mexico – Chili | 1 – 2   |
| 11 | Santiago        | 28 oktober 1984   | Vriendschappelijk       | Chili – Mexico | 1 – 0   |
| 12 | Veracruz        | 9 april 1991      | Vriendschappelijk       | Mexico – Chili | 1 – 0   |
| 13 | Los Angeles     | 29 maart 1995     | Vriendschappelijk       | Mexico – Chili | 1 – 2   |
| 14 | Viña del Mar    | 7 februari 1996   | Vriendschappelijk       | Chili – Mexico | 2 – 1   |
| 15 | Ciudad del Este | 30 juni 1999      | Copa América 1999       | Chili – Mexico | 0 – 1   |
| 16 | Ansunción       | 17 juli 1999      | Copa América 1999       | Chili – Mexico | 1 – 2   |
| 17 | Monterrey       | 11 april 2001     | Vriendschappelijk       | Mexico – Chili | 1 – 0   |
| 18 | Pereira         | 22 juli 2001      | Copa América 2001       | Chili – Mexico | 0 – 2   |
| 19 | Los Angeles     | 18 februari 2004  | Vriendschappelijk       | Mexico – Chili | 1 – 1   |
| 20 | Puerto La Cruz  | 4 juli 2007       | Copa América 2007       | Mexico – Chili | 0 – 0   |
| 21 | Los Angeles     | 24 september 2008 | Vriendschappelijk       | Mexico – Chili | 0 – 1   |
| 22 | Mexico-Stad     | 16 mei 2010       | Vriendschappelijk       | Mexico – Chili | 1 – 0   |
| 23 | Mendoza         | 4 juli 2011       | Copa América 2011       | Chili – Mexico | 2 – 1   |
| 24 | Barcelona       | 4 september 2011  | Vriendschappelijk       | Mexico – Chili | 1 – 0   |
| 25 | Santa Clara     | 6 september 2014  | Vriendschappelijk       | Mexico – Chili | 0 – 0   |
| 26 | Santiago        | 15 juni 2015      | Copa América 2015       | Chili − Mexico | 3 − 3   |
| 27 | San Diego       | 1 juni 2016       | Vriendschappelijk       | Mexico − Chili | 1 − 0   |
| 28 | Santa Clara     | 18 juni 2016      | Copa América Centenario | Mexico − Chili | 0 − 7   |
| 29 | Querétaro       | 16 oktober 2018   | Vriendschappelijk       | Mexico − Chili | 0 − 1   |
| 30 | San Diego       | 22 maart 2019     | Vriendschappelijk       | Mexico − Chili | 3 − 1   |
| 31 | Austin          | 8 december 2021   | Vriendschappelijk       | Mexico − Chili | 2 − 2   |

## Samenvatting
| Competitie        | Totaal gespeeld | Winst Chili | Gelijk | Winst Mexico | Doelsaldo Chili – Mexico |
| ----------------- | --------------- | ----------- | ------ | ------------ | ------------------------ |
| WK-eindronde      | 1               | 1           | 0      | 0            | 3 − 0                    |
| Copa América      | 7               | 2           | 2      | 3            | 13 − 9                   |
| Vriendschappelijk | 23              | 8           | 3      | 12           | 22 − 26                  |
| Totaal            | 31              | 11          | 5      | 15           | 38 − 35                  |

Wedstrijden bepaald door strafschoppen worden, in lijn met de FIFA, als een gelijkspel gerekend.

## Details

### Elfde ontmoeting
| Vriendschappelijk (Santiago, Chili, 28 oktober 1984): |       |        |
| Chili                                                 | 1 – 0 | Mexico |
| Jorge Aravena 26'                                     | goals |        |
| - Debuut van aanvaller Hugo Rubio voor Chili.         |       |        |

### 21ste ontmoeting
| Vriendschappelijk (Los Angeles, Verenigde Staten, 24 september 2008): |       |                                   |
| Mexico                                                                | 0 – 1 | Chili                             |
|                                                                       | goals | 75' (e.d.) Juan Carlos Valenzuela |

### 25ste ontmoeting
| Vriendschappelijk (Santa Clara, Verenigde Staten, 6 september 2014): |              | |
| Mexico | 0 – 0        | Chili |
| | goals        | |
| Miguel Herrera | bondscoach   | Jorge Sampaoli |
| Guillermo Ochoa Miguel Ángel Herrera Miguel Ponce 65' Francisco Javier Rodríguez 46' Paul Aguilar Oswaldo Alanís José Vázquez 70' Héctor Herrera 74' Andrés Guardado 80' Oribe Peralta Giovani Dos Santos 66' | opstellingen | Claudio Bravo 56' Eugenio Mena Gonzalo Jara Mauricio Isla Rodrigo Millar Francisco Silva Gary Medel Marcelo Díaz 71' Charles Aránguiz Arturo Vidal 85' Alexis Sánchez |
| Hugo Ayala 46' Miguel Layún 65' Javier Orozco 66' Antonio Ríos 70' Javier Aquino 74' Marco Fabián 80' | wissels      | 56' Miiko Albornoz 71' Esteban Pavez 85' Juan Delgado |
| Paul Aguilar 40' Marco Fabián 90' | gele kaarten | 44' Eugenio Mena |

### 27ste ontmoeting
| Vriendschappelijk (San Diego, Verenigde Staten, 1 juni 2016): |              | |
| Mexico | 1 – 0        | Chili |
| Javier Hernández 87' | goals        | |
| Juan Carlos Osorio | bondscoach   | Juan Antonio Pizzi |
| Alfredo Talavera José Corona 57' Jorge Torres Nilo Diego Reyes Israel Jiménez 78' Yasser Corona Néstor Araujo 46' Paul Aguilar 46' Miguel Layún Héctor Herrera 65' Oribe Peralta 62' | opstellingen | Cristopher Toselli Enzo Roco Eugenio Mena 78' Arturo Vidal 69' Gary Medel José Fuenzalida 64' Marcelo Díaz Charles Aránguiz 82' Alexis Sánchez 56' Edson Puch 51' Nicolás Castillo |
| Jesús Molina 46' Andrés Guardado 46' Javier Aquino 57' Hirving Lozano 62' Jesús Dueñas 65' Javier Hernández 78'                                                                      | wissels      | 51' Eduardo Vargas 56' Fabián Orellana 64' Francisco Silva 69' Gonzalo Jara 78' Erick Pulgar 82' Mauricio Pinilla                                                                  |
| Paul Aguilar 33' Miguel Layún 55' | gele kaarten | 81' Eugenio Mena 75' Arturo Vidal 76' Alexis Sánchez 90' Gonzalo Jara |

### 28ste ontmoeting
| Copa América Centenario (Santa Clara, Verenigde Staten, 18 juni 2016): |              | |
| Mexico | 0 – 7        | Chili |
| | goals        | 16' Edson Puch 44' Eduardo Vargas 49' Alexis Sánchez 52' Eduardo Vargas 57' Eduardo Vargas 74' Eduardo Vargas 87' Edson Puch                                          |
| Juan Carlos Osorio | bondscoach   | Juan Antonio Pizzi |
| Guillermo Ochoa Néstor Araujo Héctor Moreno Paul Aguilar Miguel Layún Héctor Herrera Andrés Guardado Jesús Dueñas 46' Hirving Lozano 46' Jesús Corona 61' Javier Hernández | opstellingen | Claudio Bravo Gonzalo Jara Arturo Vidal José Fuenzalida 73' Jean Beausejour 60' Gary Medel Charles Aránguiz 57' Marcelo Díaz Alexis Sánchez Eduardo Vargas Edson Puch |
| Carlos Peña 46' Raúl Jiménez 46' Diego Reyes 61' | wissels      | 57' Francisco Silva 60' Enzo Roco 73' Mark González |
| Andrés Guardado 59' Miguel Layún 64' | gele kaarten | 39' Arturo Vidal |
| - Mexico had 22 duels niet verloren. |              | |